# Grzegorz Janowski
Grzegorz Stanisław Janowski (ur. 19 sierpnia 1957 w Piotrkowie Trybunalskim) – polski polityk i urzędnik samorządowy, w latach 1991–1994 i w 1998 wicewojewoda piotrkowski.

## Życiorys
Syn Tadeusza, zamieszkał w Piotrkowie Trybunalskim. Zaangażował się w działalność polityczną w ramach Unii Wolności. Od 6 czerwca 1991 do 2 grudnia 1994 był po raz pierwszy wicewojewodą piotrkowskim, ponownie zajmował to stanowisko od 9 stycznia do 31 grudnia 1998 (jako ostatni w historii województwa). Wysunięty jako kandydat UW na wicewojewodę łódzkiego w 1999 (nie uzyskał tej funkcji). Później pracował jako kierownik referatów ewidencji ludności i spraw społecznych w Urzędzie Miasta w Piotrkowie Trybunalskim, a także pełnomocnik prezydenta miasta ds. profilaktyki zdrowia i pomocy społecznej.